# Czesław Abratkiewicz
Czesław Abratkiewicz (ur. 1949 w Tomaszowie Mazowieckim) – polski artysta fotograf. Członek rzeczywisty Okręgu Łódzkiego Związku Polskich Artystów Fotografików. Członek Łódzkiego Towarzystwa Fotograficznego. Członek założyciel i członek honorowy Piotrkowskiego Towarzystwa Fotograficznego Fcztery.

## Życiorys
Czesław Abratkiewicz związany z piotrkowskim oraz łódzkim środowiskiem fotograficznym – mieszka i pracuje w Piotrkowie Trybunalskim. Fotografuje od 1962 roku. W 1966 roku (w wieku 17 lat) – po raz pierwszy wyróżniony w konkursie fotograficznym. Szczególne miejsce w jego twórczości zajmuje fotografia ludzi – w świetle ich życia codziennego; wydarzeń sportowych, kulturalnych i religijnych w regionie oraz fotografia pejzażowa, fotografia przyrodnicza, fotografia reportażowa (w dużej części wykonywana w technice czarno-białej).
Czesław Abratkiewicz jest autorem i współautorem wielu wystaw fotograficznych; indywidualnych, zbiorowych, poplenerowych oraz pokonkursowych. Jest aktywnym uczestnikiem wielu konkursów fotograficznych; krajowych i międzynarodowych oraz wystaw pokonkursowych – na których otrzymał wiele akceptacji, medali, nagród, wyróżnień, dyplomów, listów gratulacyjnych. Uczestniczy w pracach jury w konkursach fotograficznych.
Od 1970 roku jest członkiem Łódzkiego Towarzystwa Fotograficznego (legitymacja nr 327). W 1993 roku był pomysłodawcą, inicjatorem i współzałożycielem Piotrkowskiego Towarzystwa Fotograficznego Fcztery, którego obecnie jest członkiem honorowym. W 2000 roku – rekomendowany (m.in.) przez Eugeniusza Hanemana – został przyjęty w poczet członków rzeczywistych Okręgu Łódzkiego Związku Polskich Artystów Fotografików (legitymacja nr 787).